# Open Food Facts
Open Food Facts es una base de datos libre, disponible desde internet y de colaboración abierta de productos alimenticios de todo el mundo bajo la licencia Open Database License (ODBL), su contenido -agregado por contribuidores- es distribuido bajo la licencia Creative Commons Attribution–Share Alike license y el programa está licenciado bajo la GNU Affero General Public License la parte del servidor y el gestor de contenidos vía web y la Apache License para las apps.
El proyecto fue lanzado el 19 de mayo de 2012 por el programador francés Stéphane Gigandet durante el Food Revolution Day organizado por Jamie Oliver y ha ganado el premio 2013 Dataconnexions Award de Etalab y el OKFN Award en 2015, de la organización Open Knowledge.
En mayo de 2016, su base de datos contenía más de 80,000 productos de 141 países. En julio de 2018, gracias al creciente número de apps y formas de importar datos de varios países, el número creció a más de 580,000.

## Overview

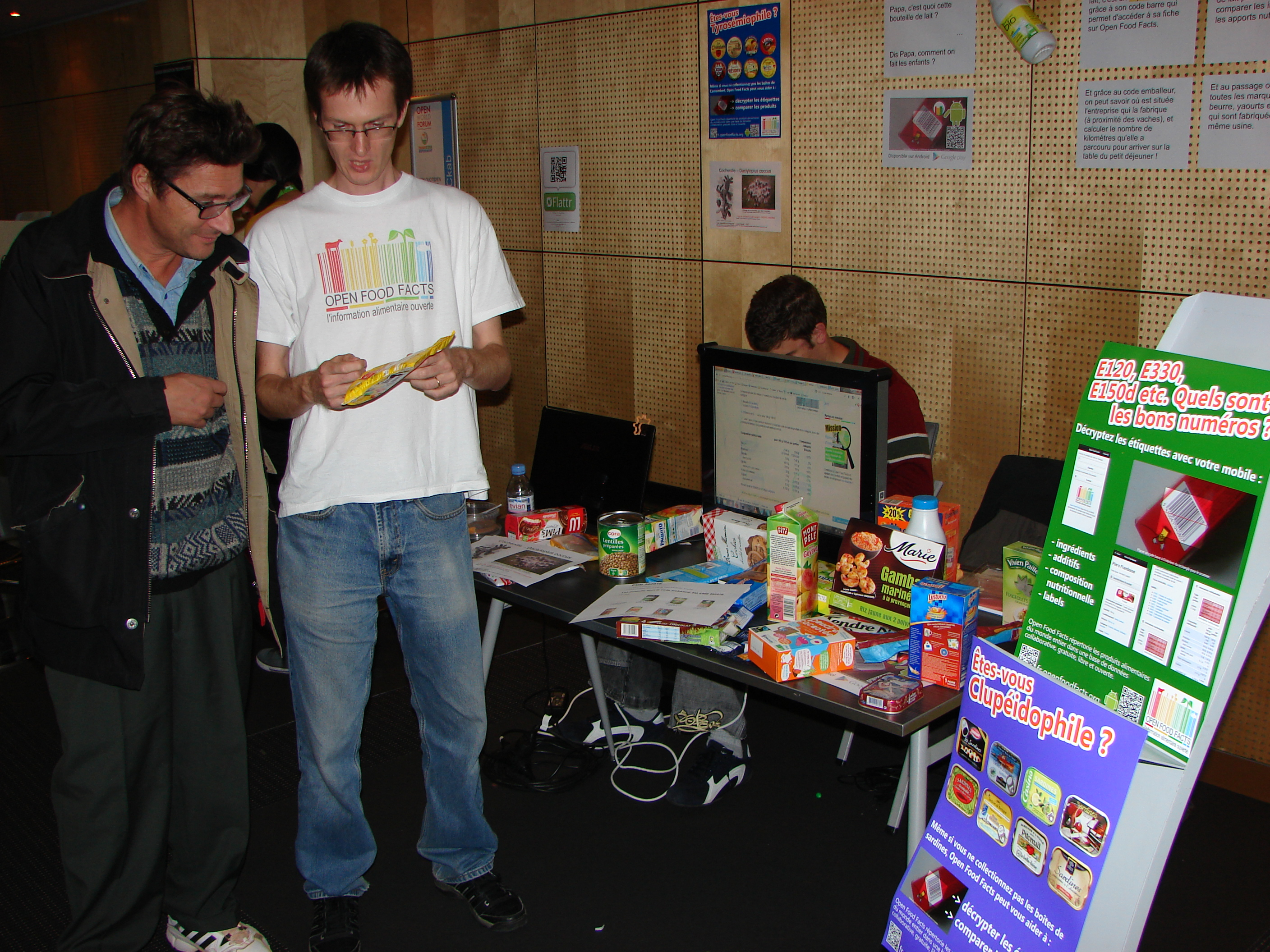
Stéphane Gigandet presentando el proyecto en octubre de 2012 en el Open World Forum.

El proyecto aglutina información y datos de productos alimenticios de todo el mundo.
Para cada elemento, la base de datos almacena su nombre genérico, cantidad, tipo de empaque, marca, categoría, lugares de manufactura y procesamiento, los países y tiendas en que se vende, la lista de ingredientes, trazas, aditivos y la información nutricional.
Cada contribuyente puede añadir o editar los elementos de acuerdo a la información que se muestra explícitamente en el empaque. Debido a esto el código de barras (cuando está disponible), generalmente es usado como identificador. La aplicación para celular permite capturar fotos e información que puede ser procesada manualmente por otros voluntarios.
Debido a los mecanismos en que se modifica, extiende, agrega o elimina contenido y estructura, el proyecto es comparado a veces con la Wikipedia.

### Reutilizaciones
Los datos son reutilizados en varios proyectos en temas relacionados con el aceite de palma, el azúcar y la ubicación de los productores.